# Cephalotes membranaceus
Cephalotes membranaceus är en myrart som först beskrevs av Johann Christoph Friedrich Klug 1824.  Cephalotes membranaceus ingår i släktet Cephalotes och familjen myror. Inga underarter finns listade.